# Ndyuka
Ndyuka (eller aukans, eget namn okanisi tongo) är ett engelskbaserat kreolspråk som talas i Surinam och Franska Guyana. Språkets närmaste släktspråk är bl.a. sranan tongo och kwinti.. Antal talare är mellan 25 000 och 30 000.
Största delen av språkets lexikon är ursprungligen från engelska, men också från nederländska och portugisiska. Grammatiken är mestadels påverkad av afrikanska språk.. 
Språket skrivs med latinska alfabetet men det finns också ett eget skriftsystem som heter afaka. Nya testamentet översattes till ndyuka år 2009.

## Fonologi

### Konsonanter
|             | Labial | Labiodental | Dental | Palatal | Velar  | Glottal |
| ----------- | ------ | ----------- | ------ | ------- | ------ | ------- |
| Klusil      | p \| b |             | t \| d |         | k \| g |         |
| Frikativ    |        | f           | s      |         |        | h       |
| Nasal       | m      |             | n      |         | ŋ      |         |
| Lateral     |        |             | l      |         |        |         |
| Approximant | w      |             |        | j       |        |         |

Källa:

### Vokaler
|              | Främre | Central | Bakre |
| ------------ | ------ | ------- | ----- |
| Sluten       | i      |         | u     |
| Mellansluten | e      |         | o     |
| Öppen        |        | a       |       |

Källa: